# توماس دارسي ليونارد
توماس دارسي ليونارد (بالإنجليزية: Thomas D'Arcy Leonard)‏ هو سياسي كندي، ولد في 29 أبريل 1895، وتوفي في 25 مايو 1977. حزبياً، نشط في الحزب الليبرالي الكندي. وقد انتخب عضو مجلس الشيوخ الكندي.